# Evangelische Pfarrkirche Gmunden

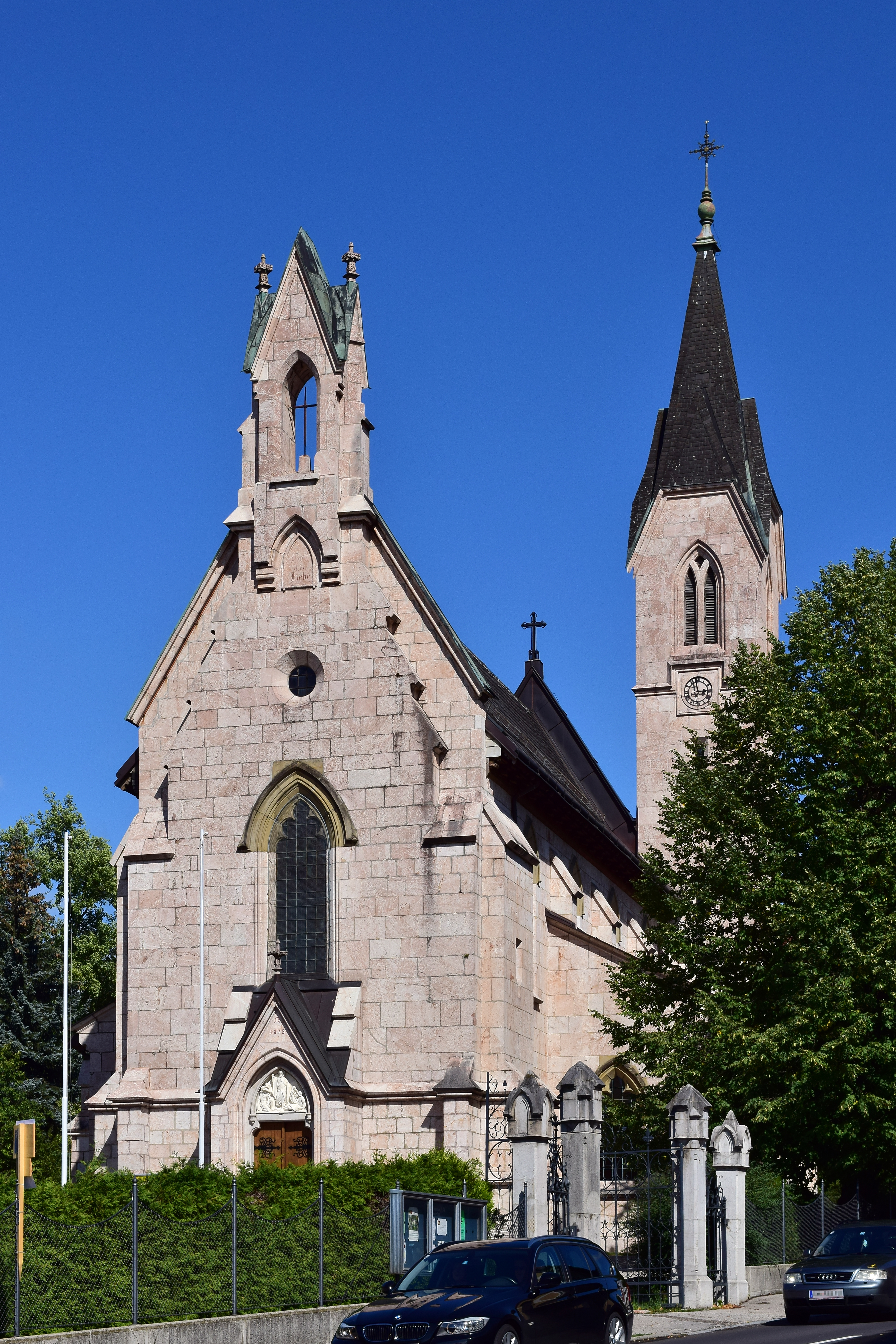
Evangelische Pfarrkirche Gmunden

Die Evangelische Pfarrkirche Gmunden in der Bezirkshauptstadt Gmunden in Oberösterreich stammt aus den Jahren 1871 bis 1876. Die Kirche ist eine Pfarrkirche der Evangelischen Kirche A.B. in Österreich und gehört zur Evangelischen Superintendentur Oberösterreich. Der Sakralbau steht mit der Bezeichnung Evangelische Auferstehungskirche unter Denkmalschutz (Listeneintrag).

## Die evangelische Pfarrkirche
Am 14. Dezember 1870 konnte aus staatlichem Besitz im Ortsteil Traundorf eine Wiese angekauft werden, die Bauarbeiten dauerten von 1871 bis 1876. Die Einweihung der Auferstehungskirche fand am 10. September 1876 statt. An den Baukosten wesentlich beteiligt war die protestantische Dynastie der Welfen. Nach der preußischen Besitzergreifung des Königreiches Hannover hatte die ehemalige königliche Familie von Hannover in Gmunden eine Exilresidenz bezogen, das Schloss Cumberland.
Die evangelische Kirche in Gmunden wurde in Form der Neugotik (altenglischer Stil) erbaut. Den Plan entwarf der Architekt Hermann Wehrenfennig. Wehrenfennig plante auch weitere Sakralbauten, so etwa die evangelischen Kirchen von Gosau und Vöcklabruck.
Die Glasfenster in der Apsis waren ein Geschenk des Hauses Hannover. Die Kirchenfassaden schmücken Ableger des Rosenstocks vom Dom in Hildesheim. Die Orgel stiftete König Georg V. von Hannover, sie wurde 1913 umgebaut und wesentlich erweitert.
Die Kirche ist für 500 Sitzplätze ausgelegt. Die Bauausführung wurde durch Maurermeister Lechner aus Gmunden durchgeführt. Die Bearbeitung des rötlichen Kalksteins (Hirlatz Kalk) geschah im Zeitraum von fünf Jahren durch italienische Steinmetzen direkt am Bauplatz. Die Turmkreuzsteckung und die Weihe der kleinen Glocke im Dachreiter ist auf den 2. November 1875 datiert. Die Firma Oberascher goss 1876 drei Bronze-Glocken für den großen Glockenturm, die (ursprünglich) zweimanualige Orgel mit 18 Registern schuf Ludwig Mooser in Salzburg.
Das auf der rechten Seite des Altars befindliche Ölgemälde Das letzte Abendmahl stammt vom Münchner Kunstmaler Heinrich Vossberg. Die farbigen Kirchenfenster entstammen der Münchner Firma Burkhart. Anlass für die neuen Fenster war die Silberne Hochzeit von Herzog Ernst August und Herzogin Thyra 1903. Die Spender aus dem Familienkreis sind unterhalb der Kirchenfenster angebracht. Der Dresdner Maler Andräe schuf das Altarbild mit dem Motiv der Auferstehung. Altar und Kanzel stifteten ebenfalls die Hannoveraner, als Material verwendete der Gmundern Schnitzer Goebel eine slawonische Eiche.
Der Kirchturm (neben der Apsis) ist 41 Meter hoch, der Dachreiter (über dem Eingangsportal) 24 Meter. Die Außenbreite der Kirche beträgt knapp 19 Meter (ohne Pfeiler), der Tragbalken der Kirchendecke ist circa 23 Meter lang.

## Geschichte der evangelischen Pfarrgemeinde
So wie die anderen Orte im Salzkammergut, hielt auch im Traunseeort die Reformation Einzug. Zwischen 1550 und 1624 gab es evangelische Pfarrer in Gmunden. Nach der Rekatholisierung der (heutigen) Stadtpfarrkirche im  Jahr 1599 erbauten die Evangelischen eine Kirche außerhalb der Stadtmauern. 1626 wurden die Bewohner aufgefordert, dass sie sich entweder bis Ostern zum katholischen Glauben zu bekennen oder das Land zu verlassen haben. Im weiteren Verlauf kam es zum Oberösterreichischen Bauernkrieg. Der vor den Gmundner Stadttoren gelegene Ort Pinsdorf war im November 1626 Schauplatz einer blutigen Schlacht, auf Seiten der Aufständischen gab es über 2.000 Gefallene. Nach Niederschlagung der Rebellion und Einsetzung von Jesuiten im Nahe gelegenen Kloster Traunkirchen setzte sich die Gegenreformation durch.
Im Jahr 1781 wurde durch Kaiser Joseph II. das Toleranzpatent erlassen, welches die Bildung einer Pfarrgemeinde gestattete, wenn 100 Familien oder 500 Personen sich zum evangelischen Glauben bekennen. Während sich im Inneren Salzkammergut die Toleranzgemeinde Bad Goisern (1782), die Toleranzgemeinde Gosau (1784) und  das Toleranzbethaus Hallstatt (1785) konstituierten, war in Gmunden anfänglich die Seelenzahl noch zu gering. Die Seelsorge oblag daher der Toleranzgemeinde Rutzenmoos (1782) bei Regau.
Ab Mitte der 1860er Jahre verbrachte das Haus Hannover sein Exil in Gmunden. Da sich die Anzahl der Protestanten dadurch deutlich steigerte, konnte die bisherige Filialgemeinde 1870 aus dem Seelsorgeraum Rutzenmoos herausgelöst und zur selbständigen evangelischen Pfarrgemeinde Gmunden erhoben werden. Die Bauzeit der Auferstehungskirche fiel in die Jahre 1871 bis 1876. Im Jahr 1900 fand hier die Trauung von Prinzessin Marie Luise mit Prinz Max von Baden statt, im Jahr 1907 die Trauerfeier für Königin Marie. Herzog Ernst August von Cumberland wurde 1923 in der Gmundner Kirche verabschiedet.
Die evangelische Kirche von Vorchdorf wurde 1970 aus dem Pfarrsprengel Gmunden herausgelöst und Stadl–Paura zugeordnet. Für die Tochtergemeinden sind zusätzliche Kuratoren installiert. Die Auferstehungskirche Gmunden und die Gnadenkirche Ebensee sind denkmalgeschützt (Listeneintrag).
Zur evangelischen Pfarrgemeinde Gmunden gehören heute vier Kirchen:
- die Auferstehungskirche als Pfarrkirche in Gmunden,
- die Dreifaltigkeitskirche der Tochtergemeinde Laakirchen,
- die Gnadenkirche der Tochtergemeinde Ebensee und
- die Heilig-Geist-Kirche der Predigtstation Scharnstein.

## Bildergalerie

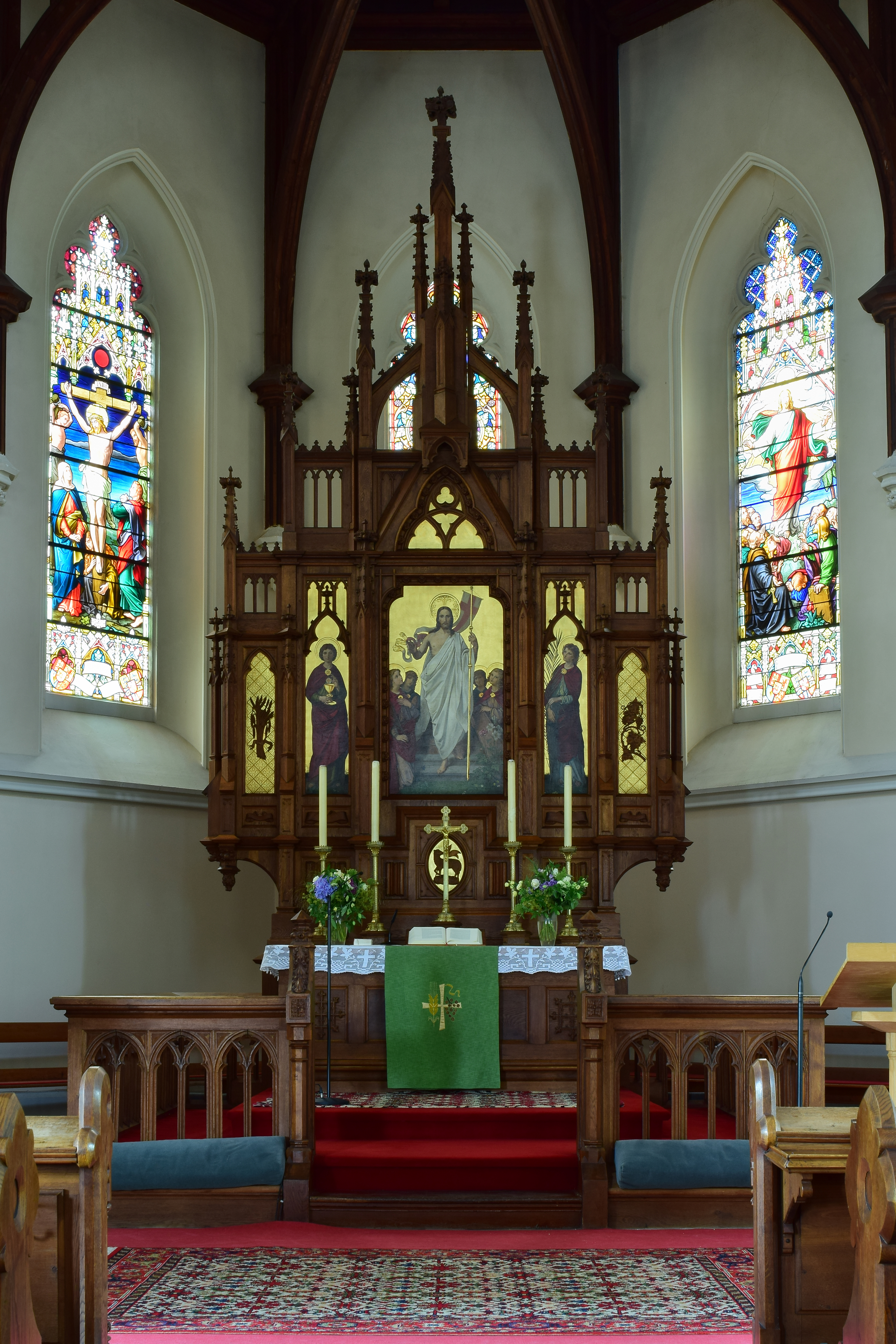
Evangelische Kirche Gmunden, Altarraum
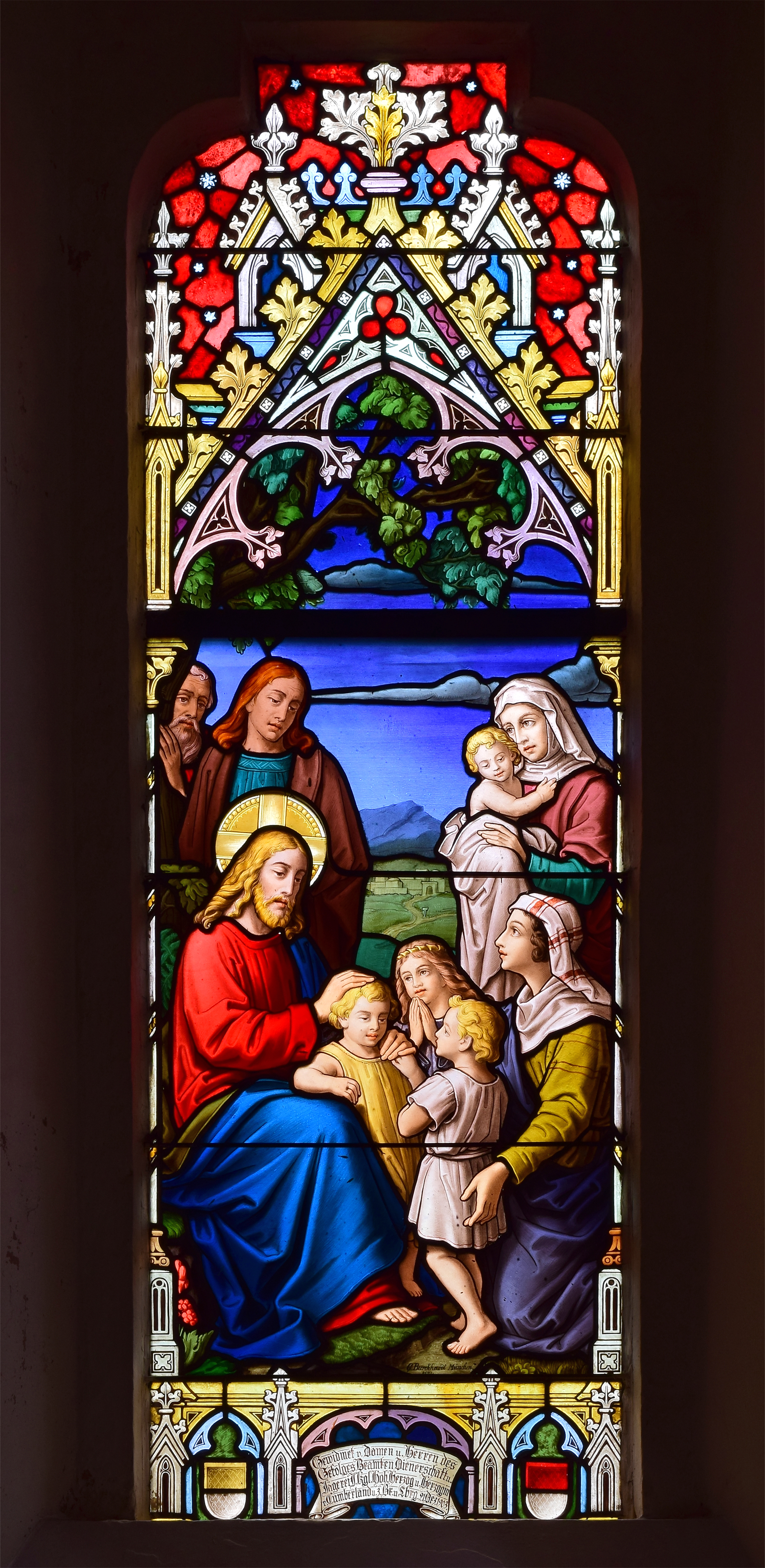
Evangelische Kirche Gmunden, Taufkapelle
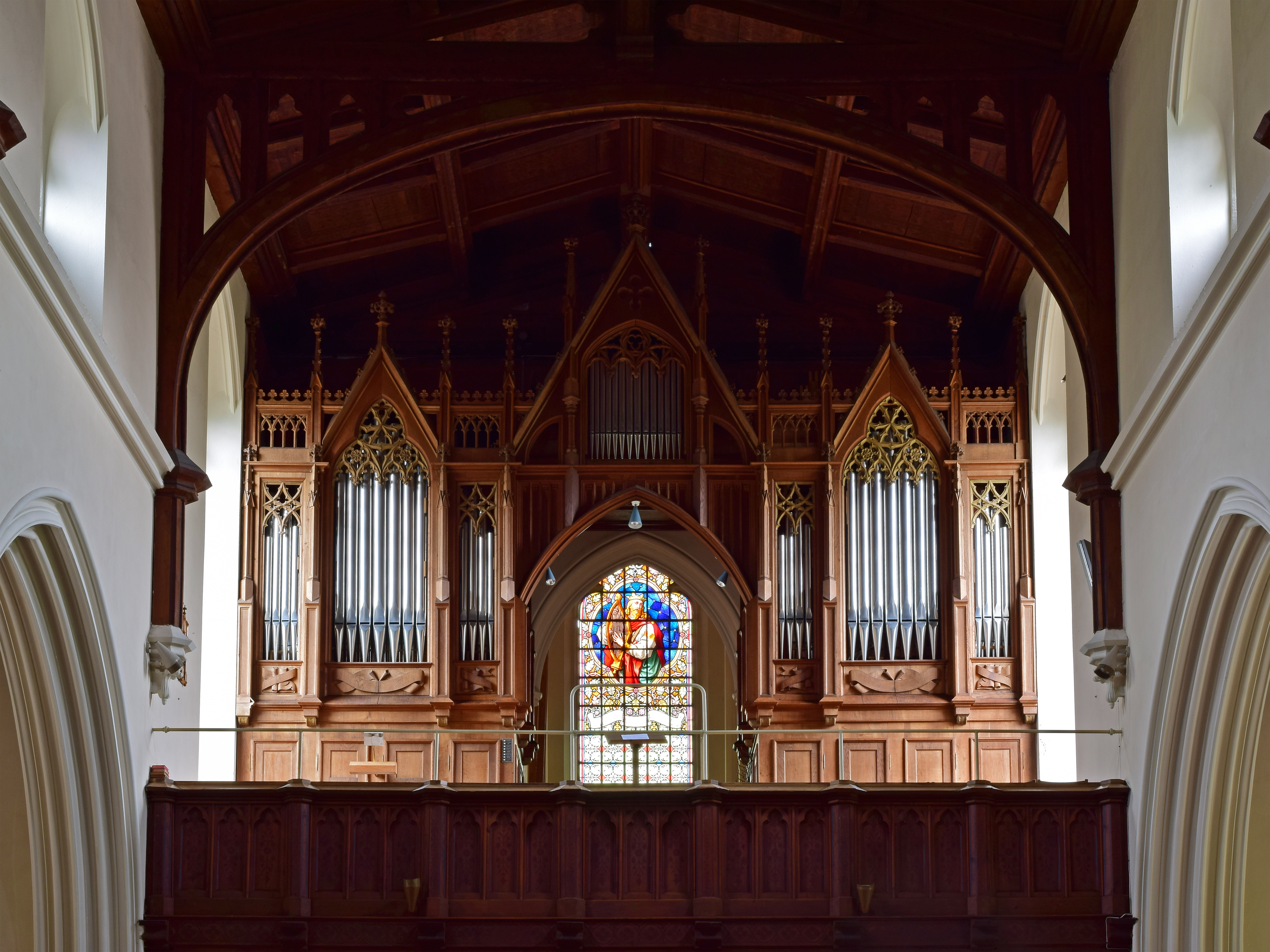
Evangelische Kirche Gmunden, Mooser-Orgel
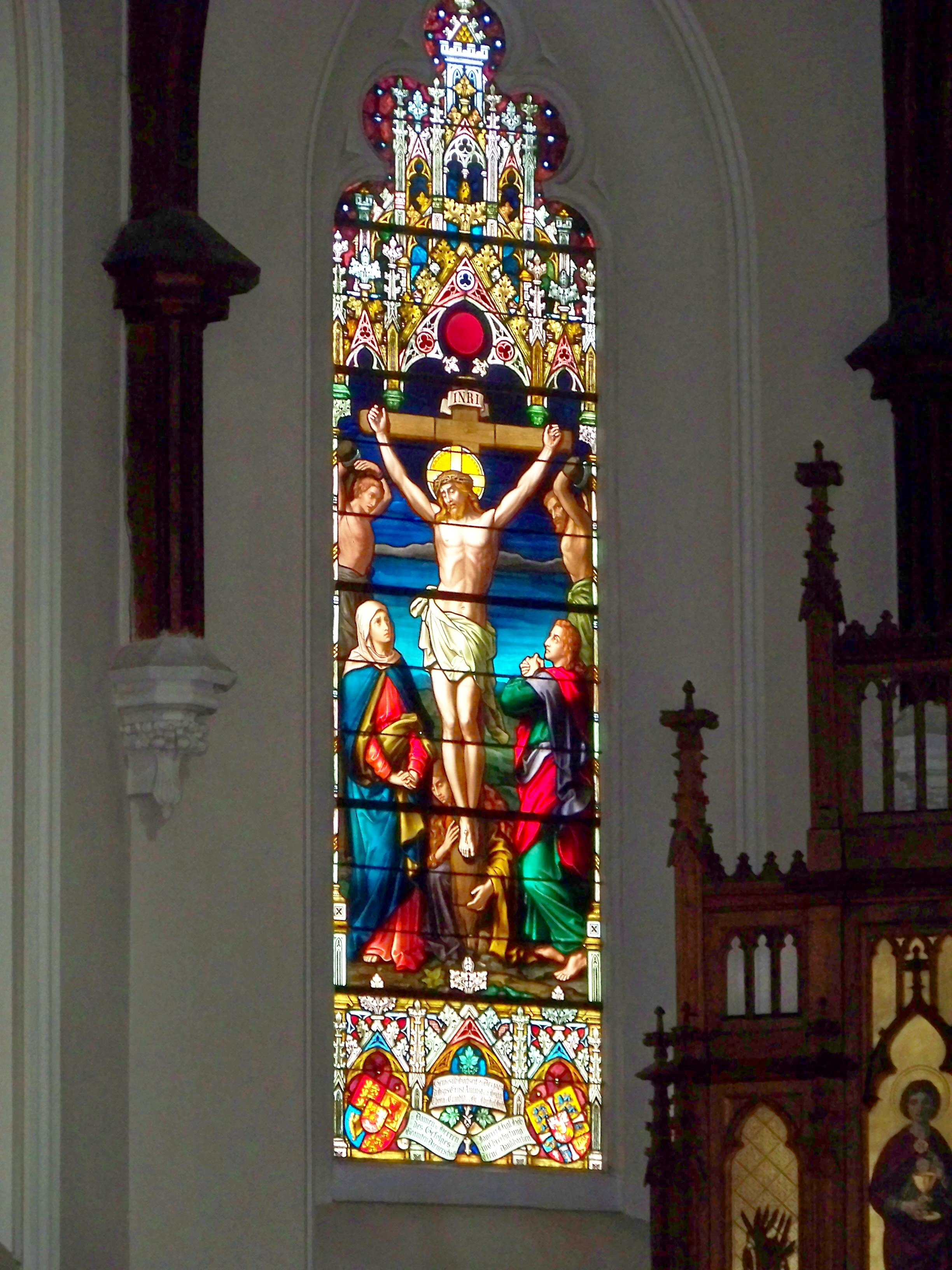
Evangelische Kirche Gmunden, Altarraumfenster
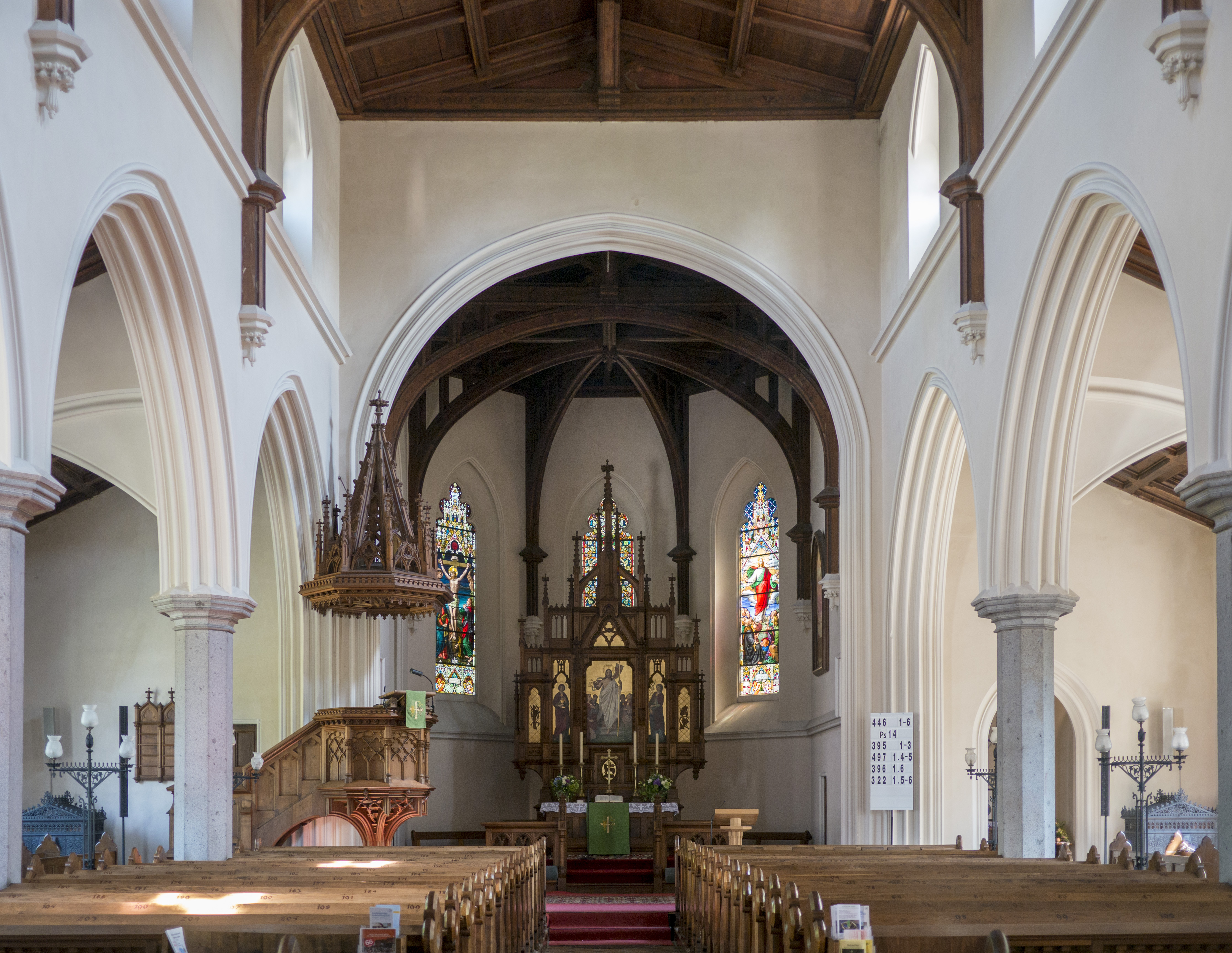
Evangelische Kirche Gmunden, Innenansicht
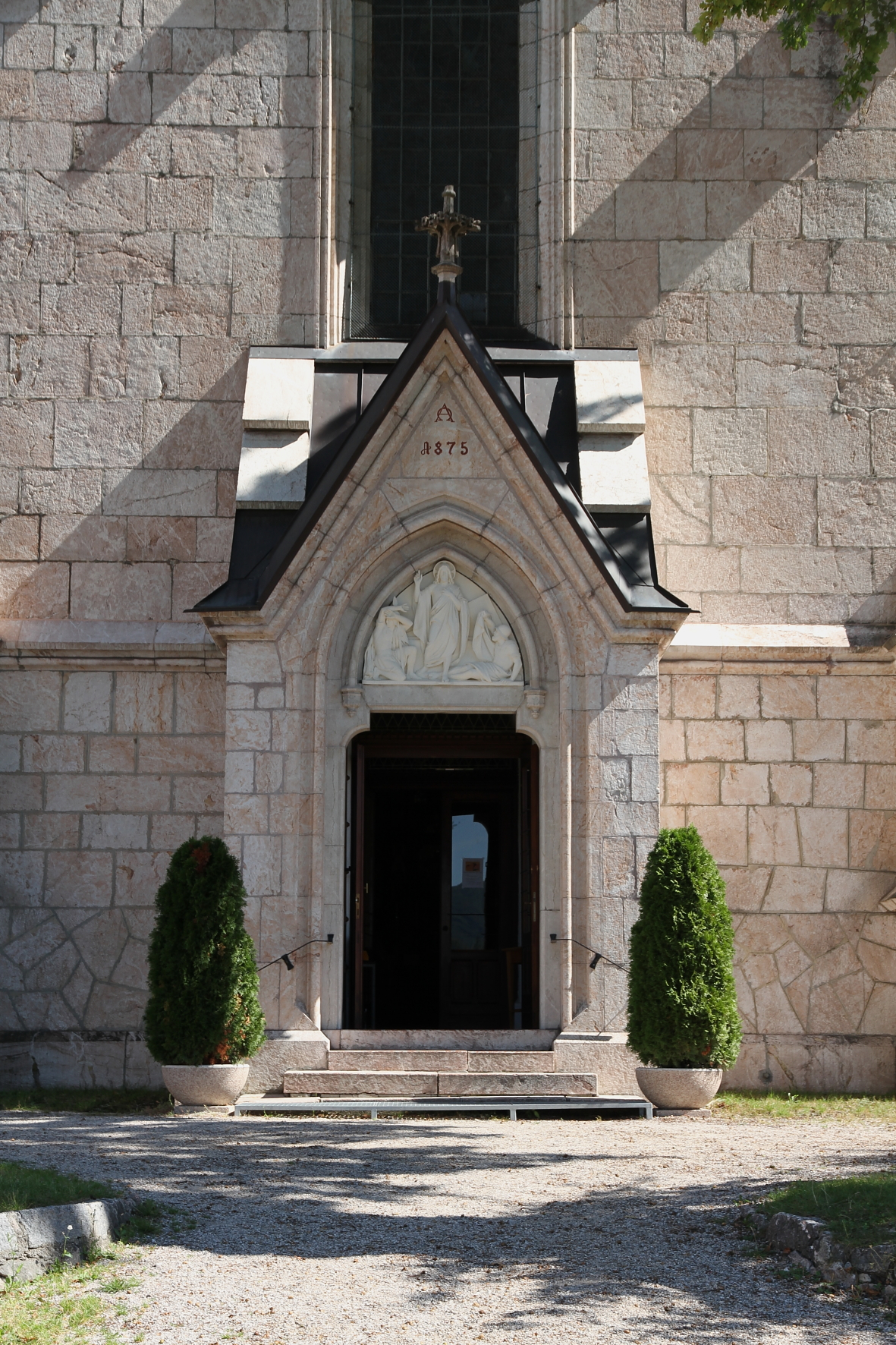
Evangelische Kirche Gmunden, Hauptportal

## Demographische Besonderheit im Bezirk Gmunden
Im Bezirk Gmunden ist die Evangelische Kirche A.B. in Bezug auf das Bundesland Oberösterreich mit der größten Flächendeckung vertreten, indem von den 20 politischen Gemeinden mehr als die Hälfte über ein evangelisches Kirchengebäude verfügen. Im nördlichen Teil, dem Gerichtsbezirk Gmunden kommen auf 13 politische Gemeinden 4 evangelische Kirchen (Gmunden, Laakirchen, Scharnstein, Vorchdorf).
Im südlichen Teil, dem Gerichtsbezirk Bad Ischl, ist seelsorglich eine vollständige Deckung erreicht. Es gibt im Gerichtssprengel Bad Ischl 7 politische Gemeinden und daher 7 evangelische Sakralbauten (Pfarr- oder Filialkirchen in Bad Goisern, Bad Ischl, Ebensee, Gosau, Hallstatt, Obertraun, St. Wolfgang). Die Orte Gosau (75 Prozent), Obertraun (51 Prozent) und Bad Goisern (53 Prozent) sind des Weiteren die drei einzigen der über 440 oberösterreichischen Gemeinden, welche eine evangelische Bevölkerungsmehrheit besitzen.